# Dybvadskog Peak
Der Dybvadskog Peak ist ein 2180 m hoher, spitzer und etwas isolierter Berg im westantarktischen Ellsworthland. In der Heritage Range des Ellsworthgebirges ragt er aus den Eismassen unmittelbar westlich des südlichen Abschnitts des Founders Escarpment auf.
Der United States Geological Survey kartierte ihn anhand eigener Vermessungen und Luftaufnahmen der United States Navy aus den Jahren von 1961 bis 1966. Das Advisory Committee on Antarctic Names benannte ihn 1966 nach dem norwegischen Glaziologen Olav Bjarne Dybvadskog (* 1936) vom Norwegischen Polarinstitut, der im Rahmen des United States Antarctic Research Program von 1964 bis 1965 an der Erkundungsdurchquerung des Königin-Maud-Lands vom geographischen Südpol aus teilgenommen hatte.